# بزرگراه‌های استرالیا

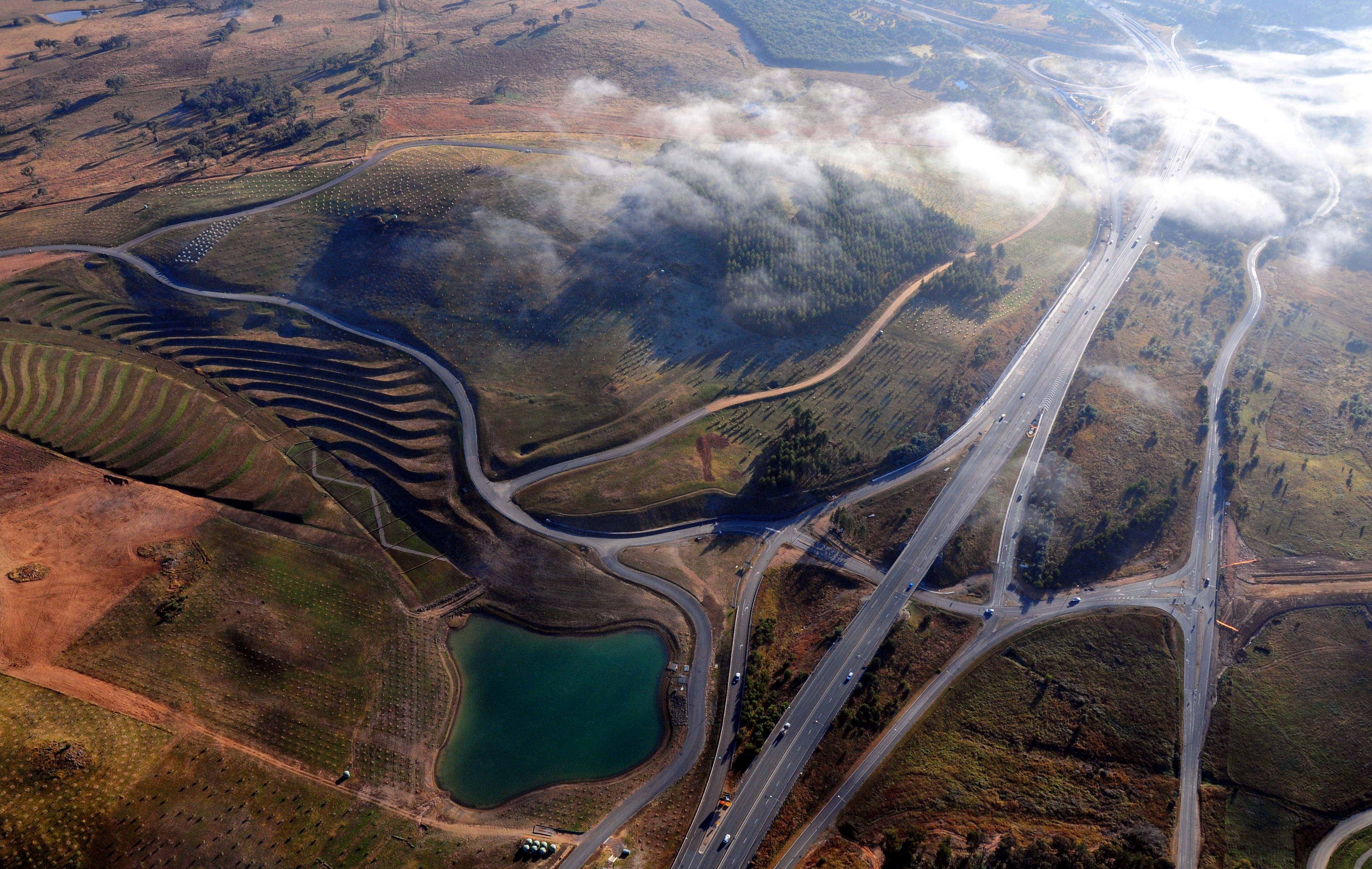
نمای هوایی از توگرانونگ پارک وی در قلمرو پایتختی استرالیا.

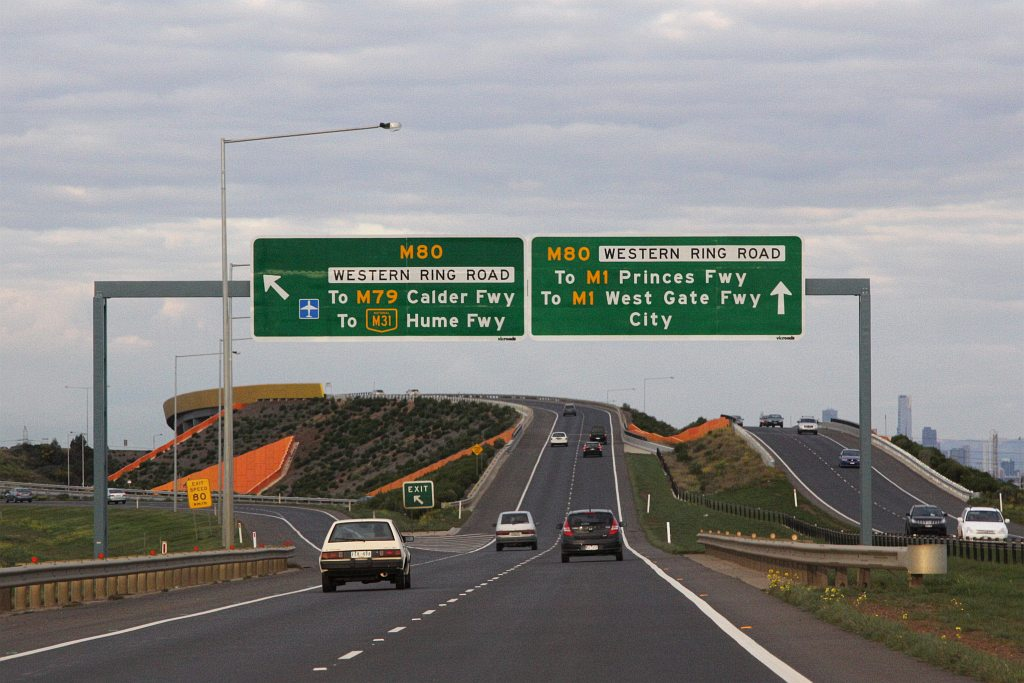
کنارگذر پارک گوزن در آزادراه غربی استرالیا.

بزرگراه‌ها در استرالیا به‌طور کلی به جاده‌های پرترددی گفته می‌شود که توسط دولتهای ایالتی و قلمروی کشور استرالیا تأسیس و مدیریت می‌شوند. دولت فدرال استرالیا نیز کمک‌هایی برای تأسیس این بزرگراه‌ها انجام می‌دهد اما عمده مسئولیت ساخت آن‌ها با ایالتهای این کشور است.
نخستین اقدامات جاده‌سازی و ساخت بزرگراه در استرالیا به سال ۱۷۸۸ و زمان سکونت اروپائیان در این کشور بر می‌گردد. پیش از آن قبایل بومی استرالیا از راه‌های باریک در علفزارها برای تردد استفاده می‌کردند.
دهه‌های پس از جنگ جهانی دوم شاهد پیشرفت‌های قابل توجهی به شبکه بزرگراه‌های استرالیا بود.

## تاریخچه
تا پیش از ورود سفیدپوستان به استرالیا، حمل و نقل جاده‌ای توسط قبایل بومی استرالیا با استفاده از راه‌های جنگلی و علفزاری کم عرض صورت می‌گرفت. نخستین جاده توسط اروپائیان مهاجر در سال ۱۷۸۸ در نیوساوت ولز ساخته شد. تا سال ۱۸۲۲ مستعمره استرالیا (نیوساوت ولز) سه جاده اصلی داشت از مسیر کوه‌های آبی از سیدنی به بثرست و جاهای دیگر می‌رفتند.

## مسیر شماره سیستم
کشور وسیع استرالیا دارای نامگذاری و شماره گذاری مسیرهای جاده‌ای است که به رانندگان برای عبور و مرور در این شبکه وسیع و طولانی جاده‌ها کمک می‌کند. شماره گذاری الفبایی عددی برای تا حدی یا به‌طور کامل جایگزین سیستم‌های قبلی نامگذاری راه‌ها در این کشور شده‌است.
| State/Territory              | · عدد و الفبایی | · بزرگراه ملی · (الفبایی) | · بزرگراه ملی · (عددی) | · ملی مسیر | · مسیر دولت | · Metroad | · گردشگری درایو |
| Australian Capital Territory |                 |                           |                        |            |             |           |                 |
| نیو ساوت ولز                 |                 |                           |                        |            |             |           |                 |
| قلمرو شمالی                  |                 |                           |                        |            |             |           |                 |
| کوئینزلند                    |                 |                           |                        |            |             |           |                 |
| جنوب استرالیا                |                 |                           |                        |            |             |           |                 |
| تاسمانی                      |                 |                           |                        |            |             |           |                 |
| ویکتوریا                     |                 |                           |                        |            |             |           |                 |
| استرالیای غربی               |                 |                           |                        |            |             |           |                 |
| ---------------------------- | --------------- | ------------------------- | ---------------------- | ---------- | ----------- | --------- | --------------- |

### راه‌ها و بزرگراه‌های ملی
برخی از مسیرهای جاده‌ای در استرالیا، راه‌های ارتباطی ملی و بین ایالتی در نظر گرفته شده‌اند و هدف آن‌ها اتصال شهرهای بزرگ و مراکز ایالت‌ها به همدیگر است. مبزرگراه شماره یک استرالیا یکی از بزرگترین آنهاست. بزرگراه‌ها ابتدا از درون شهرها می‌گذشتند اما امروزه در کلانشهرها از طریق کنارگذر به بیرون از شهرها هدایت شده‌اند.
در سال ۱۹۷۴ دولت فدرال مسئولیت تأمین بودجه برای ساخت بزرگراه‌های ملی را بر عهده گرفت و پروژه بزرگراه ملی استرالیا را معرفی کرد.

### راه‌های ایالتی
راه‌های عمده شهری و بین منطقه‌ای در هر ایالت توسط دولت آن ایالت ساخته و نگهداری می‌شوند و دولت فدرال استرالیا نقشی در این زمینه ندارد.

### Metroads
مترود یک سیستم جاده‌ای بود که برای سیدنی و بریزبن طراحی شده بود.

### شماره گذاری الفبایی مسیرها
تاسمانی در سال ۱۹۷۹ سیستم شماره گذاری جاده‌ها را آغاز کرد. معرفی الفبایی مسیر سیستم شماره گذاری در سال ۱۹۷۹ بر روی سیستم از سال ۱۹۶۳. در دهه ۱۹۹۰ ایالتهای ویکتوریا و استرالیای جنوبی و بعدها سایر ایالتها هم از روش‌های شماره گذاری یا شماره و حرف برای نامگذاری بزرگراه‌ها و جاده‌های خود استفاده کردند.

#### حروف پیشوند
در سیستم نامگذاری ترکیبی جاده‌های استرالیا هر جاده با یک حرف انگلیسی شورع می‌شود:
- "M" راه اصلی ترافیکی یا آزادراه و گاه جاده‌های کوچکتر از آزادراه.[۱۰] مانند carriageways.[۹]
- "A" مسیرهای دیگر اصلی و بزرگراه از جمله شهری arterials[۱۰] و بین ایالتی یا interregional و carriageways.[۹][۱۰]
- "B" مسیرهای کم‌اهمیت تر.[۱۰]
- "C" مسیرهای ارتباطی کوچکتر در شهرک‌ها و شهرها.[۹]

## بزرگراه‌های مورد حمایت دولت فدرال
دولت فدرال استرالیا در قالب برنامه ساخت کشور استرالیا، حمایت از ساخت و نگهداری برخی جاده‌ها و بزرگراه‌های این کشور را بر عهده گرفته‌است که شامل موارد زیر است.
- آزادراه هیوم از سیدنی به ملبورن
- آزادراه پاسیفیک از سیدنی به بریزبن
- بزرگراه بروس از بریزبن به کنز
- بریزبن به داروین از طریق بزرگراه‌های وارگو، لندزبورو و بارکلی و نیز استوارت.
- بریزبن به ملبورن از طریق بزگراه‌های وارگو، گور، نیوول و گولبرن ولی و آزادراه هیوم.
- ملبورن به آدلاید از طریق آزادراه غربی استرالیا، بزرگراه غربی استرالیا، بزرگراه دوکس و آزادراه جنوب شرقی استرالیا.
- آدلاید به داروین از طریق جاده پورت واکفیلد، بزرگراه آگوستا و بزرگراه استوارت.
- آدلاید به سیدنی از طریق آزادراه هیوم و بزرگراه‌ هیوم و استورت.
- آدلاید به پرت از طریق جاده پورت واکفیلد و بزرگراه‌های آگوستا، ایر، کولگاردی-اسپرنس و بزرگراه‌های غربی استرالیا.
- پرت به داروین، از طریق بزرگراه‌های شمالی، ویکتوریا و استوارت.
- سیدنی به کانبرا از طریق آزادراه هوم و آزادراه فدرال استرالیا.
- ملبورن به کانبرا از طریق آزادراه هوم و بزرگراه بارتون.
- هوبارت به بورنی بزرگراه‌های بروکرد، بل بی، میدلندز و باس.
- تاونزویل به ماونت ایسا از طریق بزرگراه فلیندرز.
- مبلورن به سیل از طریق بزرگراه پرنس.
- پرت به بونبری از طریق بزگراه جنوب شرقی.
- سیدنی به دوبو از طریق بزرگراه غربی و میشل.
- سیدنی به ولونگونگ از طریق آزادراه پرنس و بزرگراه پرنس.
- ملبورن به گیلونگ از طریق بزرگراه پرنس.